# Clonistria calamus
Clonistria calamus är en insektsart som först beskrevs av Johan Christian Fabricius 1793.  Clonistria calamus ingår i släktet Clonistria och familjen Diapheromeridae. Inga underarter finns listade i Catalogue of Life.